# Pedro Belber
Pedro Guillermo Belber Sánchez (Rímac, Perú) es un exfutbolista peruano que desempeñaba de defensa.

## Trayectoria
Nació en el Rimac, debuta en primera división en Alianza Lima en 1979, en los siguientes años se convierte unos de las figuras en la parte defensiva junto a Jaime Duarte, también fue convocado en la selecciones juveniles también en el campeonato sudamericano de 1980. En 1982 sale subcampeón y clasifica a la Copa Libertadores teniendo excelente rendimiento, en 1984 deja el cuadro victoriano para ser contratado por el C.N.I de iquitos estando hasta 1985 siendo de los mejores del plantel. El año 1986 ficha por el Club Deportivo Hungaritos Agustinos estando un año, en 1988 llega al Juventud La Joya teniendo un rendimiento aceptable, al siguiente año jugaría en la copa Perú por el Club Frenosa Huascarán de la victoria.
Después volvería a la selva para ser fichado por Unión Tarapoto en 1990, en 1991 llegaría al Cusco para firmar por Cienciano donde se retiraria del fútbol.

## Clubes
| Club                                | País | Año       |
| ----------------------------------- | ---- | --------- |
| Alianza Lima                        | Perú | 1979-1983 |
| C.N.I                               | Perú | 1984-1985 |
| Club Deportivo Hungaritos Agustinos | Perú | 1986      |
| Juventud La Joya                    | Perú | 1988      |
| Club Frenosa Huascarán              | Perú | 1989      |
| Unión Tarapoto                      | Perú | 1990      |
| Cienciano                           | Perú | 1991      |